# Bassekou Kouyate
Bassekou Kouyate (soms ook geschreven als Kouyaté) (Garana, 1966) is een Malinees muzikant en bandleider. Hij wordt gezien als een ngoni-meester en een belangrijk vernieuwer van dit instrument.

## Biografie
Kouyate groeide op in een klein landelijk dorpje in Mali. Hij komt uit een familie van griots en muzikanten. Zijn moeder was zangeres, en zijn vader en broers speelden net als Bassekou de ngoni. Op zijn 13e viel hij voor het eerst voor zijn vader in, daarna ging hij ook met anderen optreden. 
Op zijn 19e verhuisde hij naar Bamako. Daar werd hij ontdekt door Toumani Diabaté, met wie hij jaren zou samenspelen tijdens tournees. In 2006 bracht hij zijn eerste eigen album uit. Hij vormde hiervoor zijn eigen band Ngoni Ba, waarin zijn vrouw Amy Sacko zingt en zijn zonen net als hij de ngoni spelen.
Kouyate gaf optredens op onder andere Glastonbury, WOMAD, Lowlands, Le Guess Who?, Music Meeting en Sfinks.

## Muziekstijl
De ngoni, een soort West-Afrikaanse luit, is al vele eeuwen een belangrijk instrument in de muziek van de West-Afrikaanse griots. Het instrument wordt wel gezien als een voorloper van de banjo. Oorspronkelijk was de ngoni een begeleidingsinstrument, dat zittend werd gespeeld.
Kouyate vernieuwde het gebruik van de ngoni drastisch. Hij ging het instrument elektrisch versterken en gebruiken als een electrische rockgitaar, compleet met gitaarelementen, effectpedalen, en effecten als distortion en wah-wah. Ook speelt hij staand, zoals gebruikelijk in de rock. Hij laat zich vergezellen van een band met ngoni's, naast instrumenten als balafon en tama. Hij liet hiervoor aparte ngoni's bouwen voor bas-, ritme- en solospel, enigszins vergelijkbaar met de soorten gitaren in rockmuziek. Voor de productie van zijn albums werkte hij samen met Howard Bilerman (Arcade Fire) en Chris Eckman (The Walkabouts).
Kouyate's muziek is een mix van Afrikaanse blues, funk en rock met zowel traditionele als moderne elementen. Het wordt omschreven als opwindend, opzwepend, hypnotisch en bezwerend.
In zijn teksten levert hij regelmatig commentaar op politieke en sociale problemen in zijn land Mali en daarbuiten, waaronder de positie van vrouwen.

## Samenwerkingen
Kouyate speelde mee op albums van Toumani Diabaté, Taj Mahal, Ali Farka Touré, Youssou N'Dour, Béla Fleck, Vieux Farka Touré en Leni Stern.  Op zijn albums speelden musici als Toumani Diabaté, Vieux Farke Touré, Taj Mahal, Jon Hassel, Habib Koité, Khaira Arby, Michael League, Majid Bekkas, Kasse Mady Diabaté, Samba Touré en Afel Bocoum mee. In 2010 werkte hij mee aan het voor een Grammy genomineerde album Afrocubism, naast onder andere Toumani Diabaté en Eliades Ochoa.

## Erkenning en waardering
In 2013 nam de Volkskrant Kouyate´s album Jama Ko op in de lijst van 34 albums die u dit jaar niet gemist mag hebben. In 2015 nam de Volkskrant Kouyate´s nieuwe album, Ba Power, opnieuw op in de jaarlijst, de vijftig allermooiste platen van 2015. De Volkskrant noemde Kouyate "een nieuwe Afrikaanse grootheid" en noemde Jama Ko "een bijna niet te overtreffen juweel van de hardrockende Malinese gitaarmuziek."
Kouyate bereikte de nummer 1 positie in de World Music Charts Europe met de albums Jama Ko, Miri en Djudjon: L’Oiseau de Garana. Met die laatste twee albums bereikte hij ook de nummer 1 positie in de Transglobal Music Chart.

## Prijzen en nominaties (selectie)
- 2008: BBC Radio 3 World Music Award in de categorie Afrika[33]
- 2008: BBC Radio 3 World Music Award in de categorie Album van het jaar[34]
- 2011: Grammy Award nominatie in de categorie World Music Album, voor het album AfroCubism[24]
- 2012: Grammy Award nominatie in de categorie Traditional World Music Album, voor het album I Speak Fula
- 2014: Songlines Music Award in de categorie Beste artiest[35]
- 2020: Songlines Music Award in de categorie Beste artiest[36]

## Discografie
- 2006: Bassekou Kouyate & Ngoni Ba - Segu Blue (Out Here)
- 2010: Bassekou Kouyate & Ngoni Ba - I speak Fula  (Out Here)
- 2013: Bassekou Kouyaté & Ngoni ba - Jama Ko (Out Here)
- 2015: Bassekou Kouyaté & Ngoni ba - Ba Power (Glitterbeat)
- 2019: Bassekou Kouyaté & Ngoni ba - Miri (Out Here)

### Samenwerkingen
- 2010: Afrocubism (Nonesuch/World Circuit)
- 2024: Bassekou Kouyate & Amy Sacko - Djudjon: L’Oiseau de Garana (One World)